# 裴宽 (南北朝)
裴宽（？—？），字长宽，河东郡闻喜县（今山西省运城市闻喜县）人，出自河东裴氏定著五房之一的东眷裴，北魏、西魏、北周官员。

## 生平
裴宽的祖父裴德欢是北魏中书侍郎、河内郡太守，父亲裴静虑是北魏银青光禄大夫，死后被赠予汾州刺史。
裴宽仪表容貌气概非凡，广泛涉猎各种书籍，还未成人就为家乡人所称道，与两个弟弟裴汉、裴尼一起知名。父母去世后，抚养弟弟以深厚友爱而知名，荥阳郑道邕经常对堂弟郑文直说：“裴宽兄弟之间，天伦深厚和睦，是人之表率，我喜爱他们敬重他们，你可以与他们交游相处。”裴宽虚岁十三时，因为被选为魏孝明帝元诩的挽郎，以员外散骑侍郎为起家官。魏孝武帝元修末年，裴宽出任广陵王府直兵参军，加宁朔将军、员外散骑常侍。魏孝武帝西迁关中时，裴宽对弟弟们说：“有权势的大臣擅自发号施令，皇帝流离失所，战争刚刚开始，我们将要依附谁？”弟弟们都不能回答。裴宽说：“君臣之间的叛逆归顺，大道理清清楚楚。如今天子向西而去，按道理没有向东的，以免臣子气节受损。”裴宽就带领家属到大石岭避难。大统三年（537年）冬，独孤信镇守洛阳时，裴宽才出来相见。
当时汾州刺史韦子粲向东魏投降，韦子粲兄弟在关中的都已受牵连被定罪。韦子粲小弟弟韦子爽起先在洛阳，走投无路，前来投奔裴宽。裴宽敞开心怀接纳了韦子爽。遇上大赦，有传言韦子爽应该免罪，韦子爽就出来了，最终还是被依法处死。独孤信召见裴宽责备他，裴宽说：“走投无路才来归附我，按道理不能将他逮捕送官。今日有罪，这是我心甘情愿的。”因为已经有大赦宽恕，裴宽得以不受牵连定罪。
大统五年（539年），裴宽出任都督、同轨防长史，加征虏将军。大统十三年（547年），裴宽跟随防主韦法保前往颍川，解除侯景遭受东魏的围困。侯景密谋向南叛逃，军中很多人都知道，因为事情计划未能成功，侯景对外表示没有异心，往来各个军队之间，侍从很少。西魏军中的名将，侯景必定亲身造访，他对韦法保尤其亲近。裴宽对韦法保说：“侯景阴险狡猾，一定不肯去关中，虽然他表面向您表示忠心，恐怕未必可信，如果埋下伏兵杀掉他，也是一时的功勋。如果不这样，就应该严加警戒，不可信他的诱骗，造成自己的悔恨。”韦法保采纳了裴宽的建议，但不能谋划杀掉侯景，只是自我防备。
大统十四年（548年），裴宽与东魏将领彭乐、乐恂在新城交战，因为受伤被俘。到了河阴，见到高澄。裴宽举止安详文雅，擅于应对，高澄对他非常赏识，对裴宽说：“你是三河地区的世家大族，才能见识如此，我必定让你富贵。关中贫困狭小，哪里值得依附，不要怀有别的意图了。”于是解除裴宽的枷锁，交付宾馆，优厚的加以礼遇。裴宽裁开睡觉的垫布，系成绳子趁夜缒城而出，因此逃回西魏，见到宇文泰。宇文泰对公卿们说：“上阵战斗或许有其人，疾风识劲草，天气寒冷才能检验出来。裴长宽被高澄如此优厚对待，还能冒着生命危险回来。即便是古代史书有记载的人，怎么超过的了他？”宇文泰亲手书写在裴宽名下，授予裴宽持节、帅都督，封夏阳县男，食邑三百户，并赐马一匹、衣服一套，立即任命裴宽为孔城城主。
大统十六年（550年），裴宽升任河南郡太守，仍镇守孔城，很快加抚军、大都督、通直散骑常侍。魏废帝元钦元年（551年），裴宽进号使持节、车骑大将军、仪同三司、散骑常侍。周孝闵帝宇文觉登基，裴宽爵位升为子爵。裴宽在孔城十三年，与北齐洛州刺史独孤永业相对峙。独孤永业有计谋，多诡诈，有时声称春天出发，直到秋天才发兵，封锁消息，转眼就到了。裴宽每次都能揣测到实情，领兵拦截攻击，没有不取胜的。独孤永业经常告诫部下说：“只要好好的慎对孔城，此外不值得忧虑。”他害怕裴宽就到如此地步。北齐伊川郡太守梁鲊经常在边境抢掠。宇文泰为此担忧，命令裴宽策划处理。梁鲊出行经过妻子家，杀牛设置宴饮，醉倒之后不设防备。裴宽暗中知道后，派兵前往偷袭，斩杀了梁鲊。宇文泰称赞裴宽，赏赐奴婢、金带、粟帛等。武成二年（560年），裴宽被征拜司土中大夫。
保定元年（561年），裴宽外任沔州刺史，很快转任鲁山防主。保定四年（564年），裴宽加骠骑大将军、开府仪同三司。天和二年（567年），裴宽代理复州刺史，天和三年（568年）出任温州刺史。起初南陈与北周交往和好，经常派使者修好。自从华皎归附北周后，南陈就图谋侵犯抢掠。沔州连接南陈国境，事关把守防备，于是裴宽再度出任沔州刺史。沔州城低城墙狭小，器物用具又少，裴宽知道难以防守，深以为忧虑，又担心秋天江水突然上涨，陈人得以乘机获利，就禀告襄州总管，请求增加防守士兵，并请求将城池移动到羊蹄山，姑且避开水患。总管府答应增兵守备，不同意迁移州城。裴宽就丈量每年大水所到之处，在岸上竖起大木头，以防备船只航行。襄州派遣的士兵未到，南陈将领程灵洗已经率兵到了沔州城下，分别布置战船，四面进攻。此时水势尚小，程灵洗未能靠近州城。裴宽经常挑选招募勇猛的士兵，下令趁夜进攻，多次挫伤对方的锐气。相持一旬，程灵洗无可奈何。不久雨水突然上涨，裴宽所树立的大木头上面都能通行船只。程灵洗就用大船临近逼迫，拍干打楼，应手立即摧毁破碎，弓弩和石头日夜攻打。苦战三十多天后，北周军队死伤过半。城墙上的凹凸小墙全部崩塌，南陈军队得以登上城，短兵相接还进行了两天。因为没有外部援军，北周军队兵力屈竭。沔州被攻克后，洪水就退去了。南陈将裴宽逮捕送到扬州，很快送到南岭以外。经过数年后，裴宽回到建业，在江南去世，虚岁六十七。裴宽的儿子裴义宣后来跟随御正杜杲出使南陈，才得以将裴宽的棺木运回。开皇元年（581年），隋文帝杨坚诏令赠予裴宽襄州郢州二州刺史，谥号忠武。

## 家庭

### 兄弟姐妹
- 裴汉，北周车骑大将军、仪同三司
- 裴尼，北周御正下大夫
- 裴景凤，广武郡博陵郡二郡太守、赵许二州长史、上仪同三司、益都县开国伯

### 子女
- 裴义宣，北周合江县县令
- 裴灌顶，隋朝国子学生[20]

## 延伸阅读
[在维基数据编辑]
 《周書·卷34》，出自令狐德棻《周書》